# Prehistoric Porky
Prehistoric Porky est un cartoon réalisé par Bob Clampett et sorti en 1940, qui met en scène Porky Pig.